# William Karlson
William Karlson, född 6 december 1895 i Augerums socken, död 25 augusti 1959 i Lund, var en svensk antikvarie och kulturhistoriker.
William Karlson var son till lantbrukaren Anders Peter Karlson. Efter studentexamen vid privata elementarskolan i Lund 1915 blev han student vid Lunds universitet. Där blev han 1918 filosofie kandidat, 1923 filosofie licentiat och 1929 filosofie doktor. Från 1921 var Karlson extraordinarie amanuens vid Lunds universitetsbibliotek, 1923-1926 ordinarie amanuens vid universitetsbiblioteket och från 1921 extraordinarie amanuens vid Kulturhistoriska museet i Lund och blev 1925 förste amanuens och 1938 antikvarie där. William Karlsons första vetenskapliga arbete var doktorsavhandlingen Studier i Sveriges medeltida möbelkonst. Under sin tid vid Kulturhistoriska museet gjorde därefter betydande insatser och skrev flera arbeten som hantverkets historia.